# Les Chevaliers de Baphomet (jeu vidéo)
Pour la série de jeux vidéo, voir Les Chevaliers de Baphomet.
Les Chevaliers de Baphomet (version originale : Broken Sword: The Shadow of the Templars) est un jeu vidéo d'aventure développé par Revolution Software et sorti sur PC (DOS/Windows), Mac et PlayStation fin 1996. Il est porté en 2002 sur Game Boy Advance, et en 2005 sur Palm OS.
En 2009, le jeu sort dans une nouvelle version au scénario plus étoffé sur Nintendo DS et Wii. La version Director's Cut est portée sur iOS, iPad et PC en 2010 puis Android en 2012.
L'intrigue du jeu met en scène George Stobbart, un touriste américain en vacances à Paris qui est témoin d'un attentat commis dans un café par un homme déguisé en clown. Poussé par sa curiosité et son désir de connaître les raisons de cet attentat, George se retrouve embarqué dans une aventure teintée de mystères et de conspiration. Il est épaulé par Nicole Collard, une journaliste française qui a décidé d'enquêter sur les évènements étranges qui se sont déroulés à Paris. De fil en aiguille, George et Nico parcourront le monde pour tenter de résoudre cette énigme qui a un rapport avec l'ordre des Templiers.
Le nom du jeu vient des Templiers. Les chevaliers font référence à cet ordre religieux-militaire qui exista en Europe du XIIe au XIVe siècle et qui a inspiré de nombreuses légendes. Le Baphomet, quant à lui, est une idole représentant le mal. Les Templiers ont été accusés de l'idolâtrer, à tort, pour les condamner. Les mystères des Templiers constituent en effet l'arrière-plan de l'intrigue du jeu.
La version d'origine du jeu (PC, PS1, Mac, GBA et Palm OS) s'est vendue à plus d'un million d'exemplaires dans le monde. En juillet 2010, avant sa sortie sur PC, la version Director's Cut s'était déjà vendue à 400 000 exemplaires.

## Trame
Alors qu'il se trouve en vacances à Paris, le touriste américain George Stobbart (VO : Rolf Saxon / VF : Emmanuel Curtil) est témoin d’un assassinat : un homme déguisé en clown vole la mallette d’un vieil homme dans un café avant de le tuer avec une bombe. George fait ensuite la connaissance de la photojournaliste Nicole Collard (VO : Hazel Ellerby / VF : Nathanièle Esther), qui devait justement rencontrer la victime, Plantard. Elle enquête sur une série d’assassinats impliquant un tueur opérant sous différentes identités. Grâce aux indices laissés sur place, George remonte la piste de l’assassin, un certain Khan, jusqu’à un hôtel parisien. George se rend à l'hôtel et récupère dans le coffre-fort de Khan un manuscrit ancien qu'il avait dérobé à Plantard. George parvient à quitter l’hôtel en contournant deux hommes de main à la recherche du document. George et Nicole découvrent que le manuscrit est lié aux Templiers et recèle des indices pointant vers plusieurs lieux en Europe et au Moyen-Orient.
Après avoir découvert qu’un trépied mentionné dans le manuscrit est conservé dans un musée local, George se rend à Lochmarne, un village fictif en Irlande d’où il provient. Il y apprend que l’archéologue à l’origine de la découverte, Peagram, a mystérieusement disparu, laissant un colis à son assistant. Ce dernier est enlevé par Khan devant un pub, laissant tomber le paquet dans sa fuite. George le retrouve et y découvre un joyau mentionné dans le manuscrit. Sur un site de fouilles, il repère une fresque l’orientant vers Montfaucon, à Paris. De retour dans la capitale française, George enquête sur un patient hospitalisé du nom de Marquet, qui convoitait le joyau. Peu avant d’être assassiné, ce dernier évoque un vol imminent du trépied. George et Nicole déjouent le cambriolage et récupèrent l’objet.
George découvre ensuite une salle secrète sous Montfaucon, cachée dans les égouts de la ville. Il espionne un groupe qui prétend être l’héritier des Templiers et planifie son ascension. Il reconnaît parmi eux l’assassin de Marquet, et apprend que Plantard, Peagram et Marquet sont aussi des Néo-Templiers. Une fois le groupe parti, George explore la pièce et, en utilisant le joyau et le trépied, trouve un nouvel indice l’orientant vers le village fictif de Marib, en Syrie. Sur place, il découvre une formation rocheuse appelée la Tête de Taureau, représentée dans le manuscrit. Dans une grotte cachée, il met la main sur une lentille de verre convoitée par les Néo-Templiers, un idole représentant Baphomet et une carte en pierre de la Grande-Bretagne. Khan finit par retrouver George et le met en joue, mais ce dernier parvient à lui échapper.
De retour chez Nicole, George apprend d’André Lobineau, un ami de la journaliste, que la prochaine destination se trouve en Espagne, dans une villa appartenant à la famille De Vasconcellos. Avec la permission de sa dernière héritière, George explore la propriété et le mausolée familial, où il découvre un calice caché depuis des siècles. Revenu à Paris, il localise la tombe d’un ancêtre De Vasconcellos à Montfaucon et, à l’aide de la lentille, découvre dans un vitrail l’image d’un Templier en train de brûler ainsi que la date de 1314. Il enquête aussi sur un site de fouilles ayant mis au jour une autre idole de Baphomet et utilise le calice pour révéler un indice menant à une église à tour carrée. En retournant en Espagne, il trouve un puits caché en s’appuyant sur des références bibliques tirées de la tombe. À l’intérieur, il découvre une fresque représentant une rivière traversant un échiquier.
Avec l’aide de Lobineau, George et Nicole compilent leurs indices et réalisent que les Néo-Templiers se dirigent vers un site situé sous les ruines d’une église à Bannockburn, en Écosse. Les deux compagnons prennent un train de nuit pour les rejoindre, mais Nicole est enlevée en chemin. Une vieille femme partageant leur compartiment se révèle être Khan déguisé, qui aide George à neutraliser les ravisseurs et à libérer Nicole. Avant de succomber à ses blessures, Khan, impliqué dans la secte des Hashashins opposée aux Templiers, lui confie qu’ils combattaient pour la même cause.
Arrivés à l’église en ruines, George et Nicole découvrent que les Néo-Templiers cherchent à s’approprier le pouvoir de Baphomet et reforger son épée légendaire. Pour les arrêter, le duo utilise des explosifs trouvés sur Khan pour détruire le site, ensevelissant les Néo-Templiers et annihilant les vestiges du sanctuaire. Après l’explosion, George et Nicole s’embrassent.